# خميس بن رمثان
خميس بن رمثان العجمي، أشهر الأدلة في الجزيرة العربية في التاريخ الحديث. ساهم في اكتشاف أول بئر للنفط في السعودية، بئر الدمام رقم 7، مع الجيولوجي الأمريكي ماكس ستاينكي.

## حياته
ولد خميس بن رمثان العجمي في منطقة الأحساء وكان مع أسرته في صحراء الدهناء عندما جاءه أمر الأمير عبد الله بن جلوي للعمل مرافقاً لبعثة الشركة التي حصلت على امتياز التنقيب عن الزيت في شرقي المملكة العربية السعودية.

## معرفته بالصحراء العربية
اشتهر خميس في وقته بمعرفته الثاقبة بكل شبر في الجزيرة العربية من الشمال إلى الجنوب ومن الشرق إلى الغرب معتمدا على قوة ذاكرته من غير خرائط أو أجهزة تحديد المواقع مما جعل الحكومة السعودية تستخدمه كدليل لجيولوجي شركات البحث عن النفط. وصفه الجيولوجي «طوم بارغر» في كتابة تحت القبة الزرقاء (بالإنجليزية: Out in the Blue)
| خميس بن رمثان | في الصحراء لا يتوه خميس أبدا، لأنه، بالإضافة إلى حاسته السادسة، وهي نوع من البوصلة الدفينة التي لا تخطئ، كان لديه ذاكرة مدهشة تمكنه من تذكر دغلة كان قد مر بها وهو شاب، او اتجاه موقع بئر، سمع عنه قبل عشر سنوات. | خميس بن رمثان |

## عمله مع شركات النفط
عمل ابن رمثان مع شركة تنقيب النفط دليلاً رسمياً ومكلفاً من قبل الحكومة السعودية من عام 1353هجرية (1934)م. تم تعيينه موظفاً رسمياً في شركة أرامكو عام 1361 هجرية (1942م) نتيجة لجهوده وللحاجة إليه، وواصل العمل مع الشركة حتى وفاته في عام 1378 هجرية (1959م)، متأثراً بمرضه.

## استكشاف بئر الدمام 7
بعد 5 سنوات من البحث المضني عن النفط في السعودية من قبل الشركات الغربية وفي اللحظات الأخيرة بعد أن أبلغت شركات غربية الفريق بوقف العمل في السعودية اكتشف ابن رمثان والجيولوجي الأمريكي ماكس ستاينكي أول بئر للنفط في السعودية في الرابع من مارس عام 1938 وسمي بئر الدمام رقم 7، أطلق عليه الملك عبد الله لاحقا بئر الخير. أيضا ساهم فريق العمل هذا إلى الوصول إلى النفط في مناطق عديدة من السعودية.

## وفاته
توفي في مستشفى أرامكو بالظهران عام 1959م أثر مرض عضال.

## التقدير الحالي لدوره
أطلقت أرامكو في عام 1974 اسم (رمثان) على أحد حقول النفط تقديراً لإسهامته المهمة، كما أطلقت اسم رمثان على إحدى ناقلات النفط العملاقة في عام 2017م.